# Kaliwerk Thiederhall
Das Kaliwerk Thiederhall war ein Bergbauunternehmen auf Kalisalze im heutigen Salzgitterer Stadtteil Thiede. Es war das erste Kaliwerk im Herzogtum Braunschweig.

## Geologie
Das Kalisalz des Thieder Salzstocks entstand im Zechstein und gehört zur Staßfurt-Folge (Z2). Seine Hauptgesteine sind Carnallitit und Hartsalz.

## Geschichte

### Erkundung (1872–1885)
Im Jahre 1872, beflügelt durch den Aufschwung der Gründerzeit, wurden durch die Bohrgesellschaft Thiederhall südlich von Thiede 16 Untersuchungsbohrungen niedergebracht, durch die in nur 100 m Teufe ein abbauwürdiges Kalilager nachgewiesen werden konnte. Der Bohransatzpunkt wurde aufgrund des seit dem 18. Jahrhundert umgehenden Gipsabbaus im Röverschen Bruch gewählt, da man in dem Gipsvorkommen den Gipshut eines Salzstockes vermutete. Die Bohrgesellschaft Thiederhall mutete daraufhin zunächst ein 180 Hektar großes Grubenfeld und in der Folge bis 1880 weitere Felder mit insgesamt 1100 Hektar Fläche („sechs Maximalfelder“) sowie ein 180 Hektar großes Solmutungsfeld in den Gemarkungen Thiede, Fümmelse und Groß-Stöckheim. Zu weitergehenden Aktivitäten kam es jedoch bis 1885 nicht.

### Betriebsjahre (1885–1924)
Im Jahr 1885 wurde die Bohrgesellschaft Thiederhall in die Gewerkschaft Thiederhall umgewandelt und mit dem Teufen des ersten Schachtes (später Thiederhall I) begonnen. Der Schacht wurde als Rundschacht mit 2,85 (oberer Teil) und 3,25 m (unterer Teil) Durchmesser ausgeführt und bis zum Jahre 1891, in dem die Gewerkschaft Thiederhall dem Kalisyndikat beitrat, auf die Endteufe von 500 m abgeteuft.
1892, im Jahr darauf, wurde die Gewerkschaft zur Kapitalbeschaffung in die Aktiengesellschaft Thiederhall umgewandelt.
Zur Verarbeitung des geförderten Rohsalzes wurde eine Chlorkaliumfabrik errichtet, dazu kamen 1896 eine Saline zur Herstellung von Speisesalz sowie 1900 eine Kaliumsulfatfabrik. Neben diesen beiden Hauptprodukten erzeugte man noch Chlormagnesium, Kieserit und Kalidünger, außerdem wurde auch unverarbeitetes Kalisalz verkauft. Zum Abtransport der Produkte diente der ca. 1892/93 fertiggestellte Gleisanschluss zum Bahnhof Thiede der Bahnstrecke Braunschweig Nord–Derneburg.
1901 wurde mit dem Abteufen eines weiteren Schachtes begonnen, der den bergbehördlich vorgeschriebenen zweiten Fluchtweg für die Belegschaft herstellen sollte. Dabei plante die Thiederhall AG, ihr Werk zu einer Doppelschachtanlage auszubauen und setzte den neuen Schacht (Thiederhall Ia) deshalb unweit westlich von Thiederhall I an. Neben der Erfüllung der bergpolizeilichen Auflage erhoffte sich die Werksleitung von Thiederhall Ia auch weitere Aufschlüsse, doch obwohl 1904 ein weiteres Kalilager geringerer Qualität aufgeschlossen wurde, blieb die Vorratslage weiterhin unbefriedigend. Als erkannt wurde, dass der Schacht außerhalb des Salzstockes lag, stellte man die Teufarbeiten bei 383 m ein. Er wurde jedoch nicht verfüllt, sondern mit einer Befahrungseinrichtung ausgerüstet und im Jahre 1909 auf der -300-m-Sohle mit dem Grubengebäude verbunden, um die Wetterführung zu verbessern. Nach Slotta erfüllte der Schacht nicht die Anforderungen des Bergamtes und wurde von diesem nicht abgenommen.
Im Jahre 1912 begann die Thiederhall AG einen dritten Schacht, Thiederhall II, niederzubringen, der das kurz zuvor entdeckte östliche Lager erschließen sollte. Dieser Rundschacht mit 5,5 m Durchmesser erreichte 1916 seine Endteufe von 625 m (Slotta: 615 m) und wurde zum neuen Hauptförderschacht des Werkes ausgebaut. Er erhielt ein Fachwerk-Doppelbock-Strebengerüst mit zwei unabhängigen Förderanlagen. Auf dem Gelände von Thiederhall II wurde neben den Fördermaschinenhäusern ein Verwaltungsgebäude und eine Waschkaue errichtet, das Rohsalz wurde mit einer Luftseilbahn zur Fabrik auf Schacht I transportiert und dort verarbeitet. Mit Inbetriebnahme von Thiederhall II wurde die Förderung auf Schacht I eingestellt; dieser diente in der Folge nur noch als Wetterschacht.
Die Alkaliwerke Ronnenberg AG kauften die Thiederhall AG 1918 auf, die Aktionäre erhielten für eine Thiederhall-Aktie mit Dividende eine Ronnenberg-Aktie mit halber Dividende; von nun an hieß das Kaliwerk Thiederhall „Alkaliwerke Ronnenberg III, Zweigniederlassung Thiede“.

### Schließung (1924–1925)
In der Inflationszeit setzte im Kalibergbau ein Konzentrationsprozess ein, dem auch Thiederhall zum Opfer fiel. 1924 wurde der Betrieb eingestellt und die zuletzt 300 Mann starke Belegschaft entlassen. Bis 1925 wurden die Schächte Thiederhall I/II verfüllt und die Tagesanlagen weitgehend abgerissen.

## Soziale Auswirkungen
Das Werk engagierte sich stark für seine Belegschaft. Durch den florierenden Kaliabbau stieg die Einwohnerzahl Thiedes sprunghaft an. Deshalb errichtete die Thiederhall AG zahlreiche Wohnhäuser in Thiede. Im Jahre 1891 wurde zusätzlich für die Belegschaft eine Werkssiedlung, die Kolonie Fümmelse, mit 18 Doppelhäusern angelegt.
Zur sozialen Absicherung der Belegschaft existierte seit 1891 eine Betriebskrankenkasse, die 1894 in einen Knappschaftsverein umgewandelt wurde.

## Nachnutzung
Nach der Stilllegung 1924/25 gründete der Unternehmer Wilhelm Nowak auf dem Gelände von Thiederhall I eine Konservenfabrik. Nach der Schließung dieser Fabrik folgten zwei weitere Konservenfabriken sowie verschiedene gemüse- und obstverarbeitende Betriebe. Teile des Geländes wurden auch von örtlichen Vereinen als Sportplatz genutzt. Ende 1969/70 wurde die letzte dieser Fabriken geschlossen und die Sportvereine erhielten an anderen Stellen neue Sportanlagen. Noch heute (2011) wird ein Teil des Geländes von verschiedenen Industrieunternehmen genutzt, etwa ein Drittel der ehemaligen Betriebsfläche von Thiederhall wurde in ein Wohngebiet umgewandelt.
1926 kaufte das Bistum Hildesheim das ehemalige Inspektorenhaus (Thiederhall 5), in diesem Haus (ab 1946 Joseph-Müller-Haus genannt) bestand bis 2004 die katholische Kapelle St. Georg.
Seit der Neutrassierung der Bahnstrecke Braunschweig-Derneburg 1938 durchschneidet diese das ehemalige Werksgelände diagonal.
Von 1978 bis 1990 nutzte das VW-Werk die Hohlräume des Bergwerks, um über ein Bohrloch in der Nähe von Thiederhall II Produktionsrückstände (Schlämme) einzulagern. 2009 wurde Thiederhall Ia mit Schotter verfüllt.
Im Oktober 2020 wurde an der Ecke Schützenstraße/Thiederhall vom Arbeitskreis Thiede eine Informationstafel aufgestellt.

## Bilder

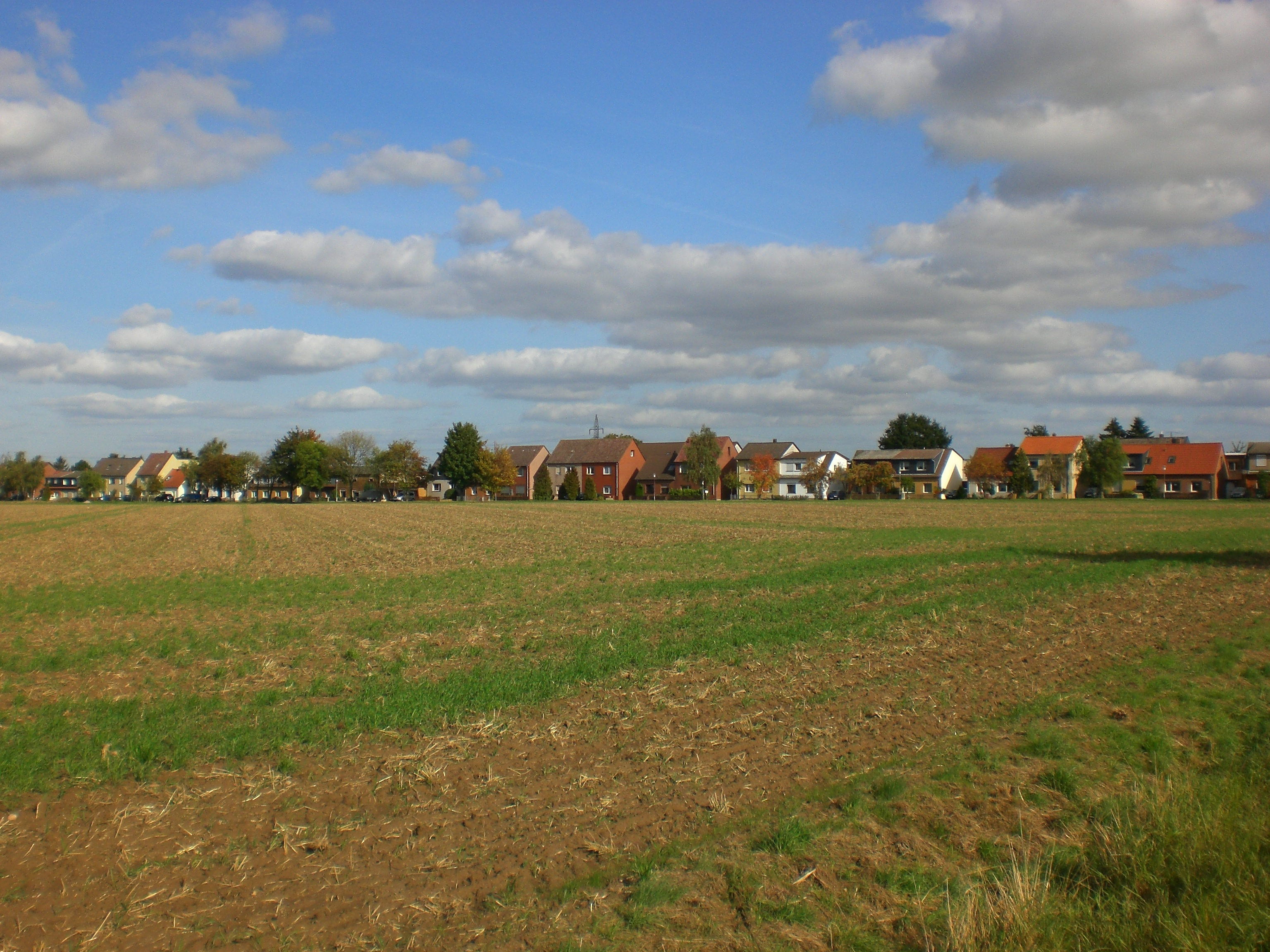
Kolonie Fümmelse
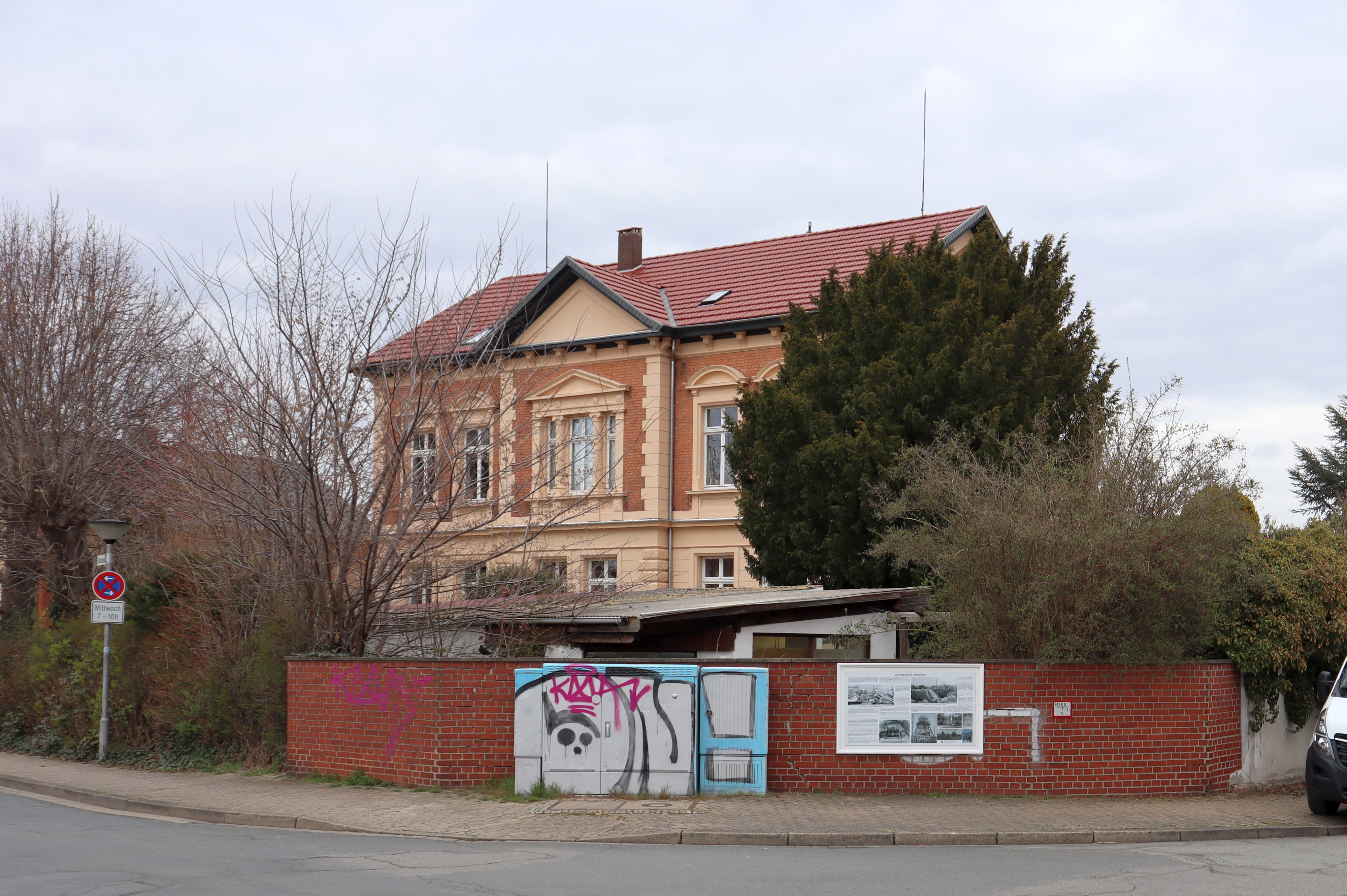
Einmündung Thiederhall, Infotafel
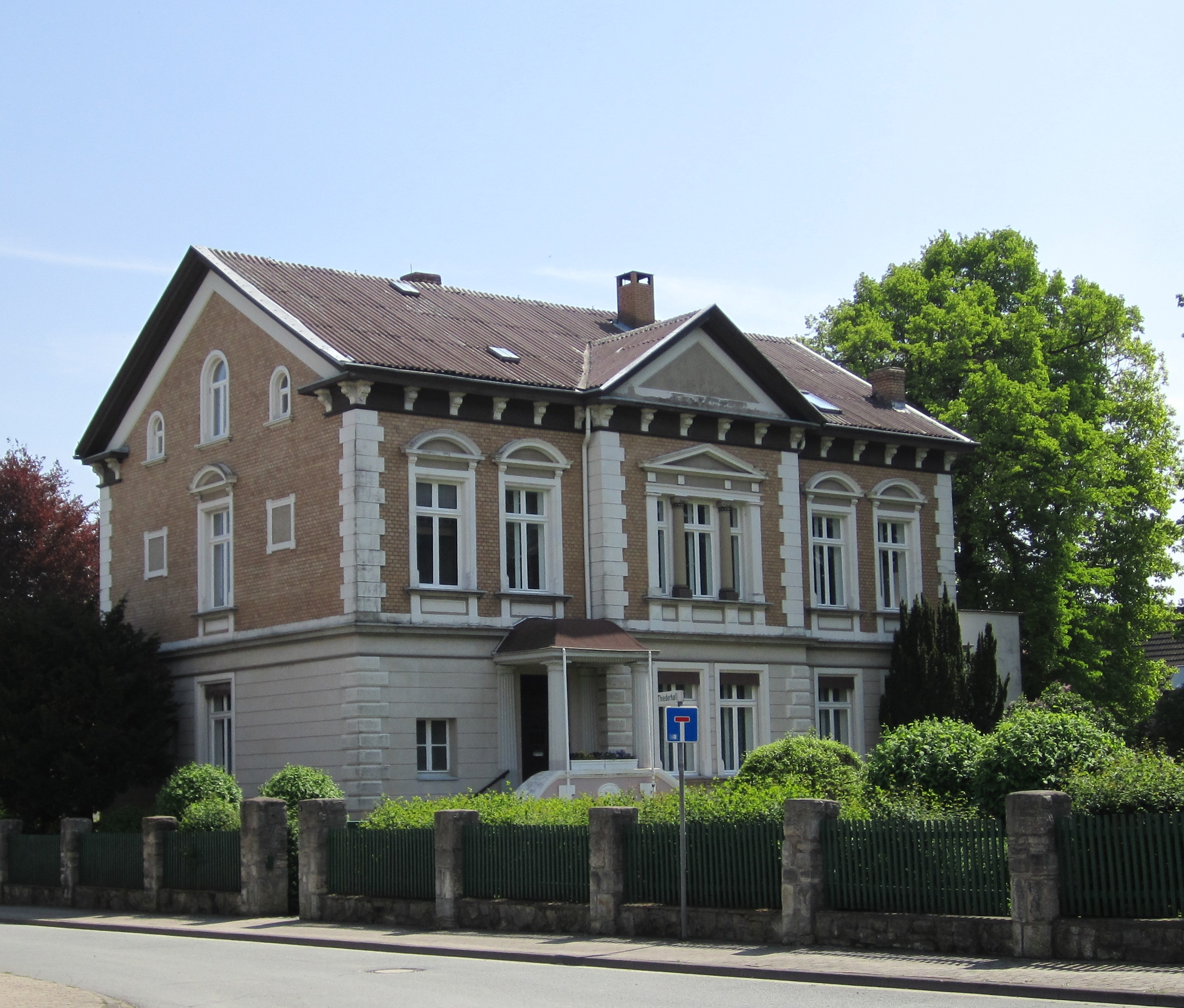
Direktionsvilla des Kaliwerks Thiederhall
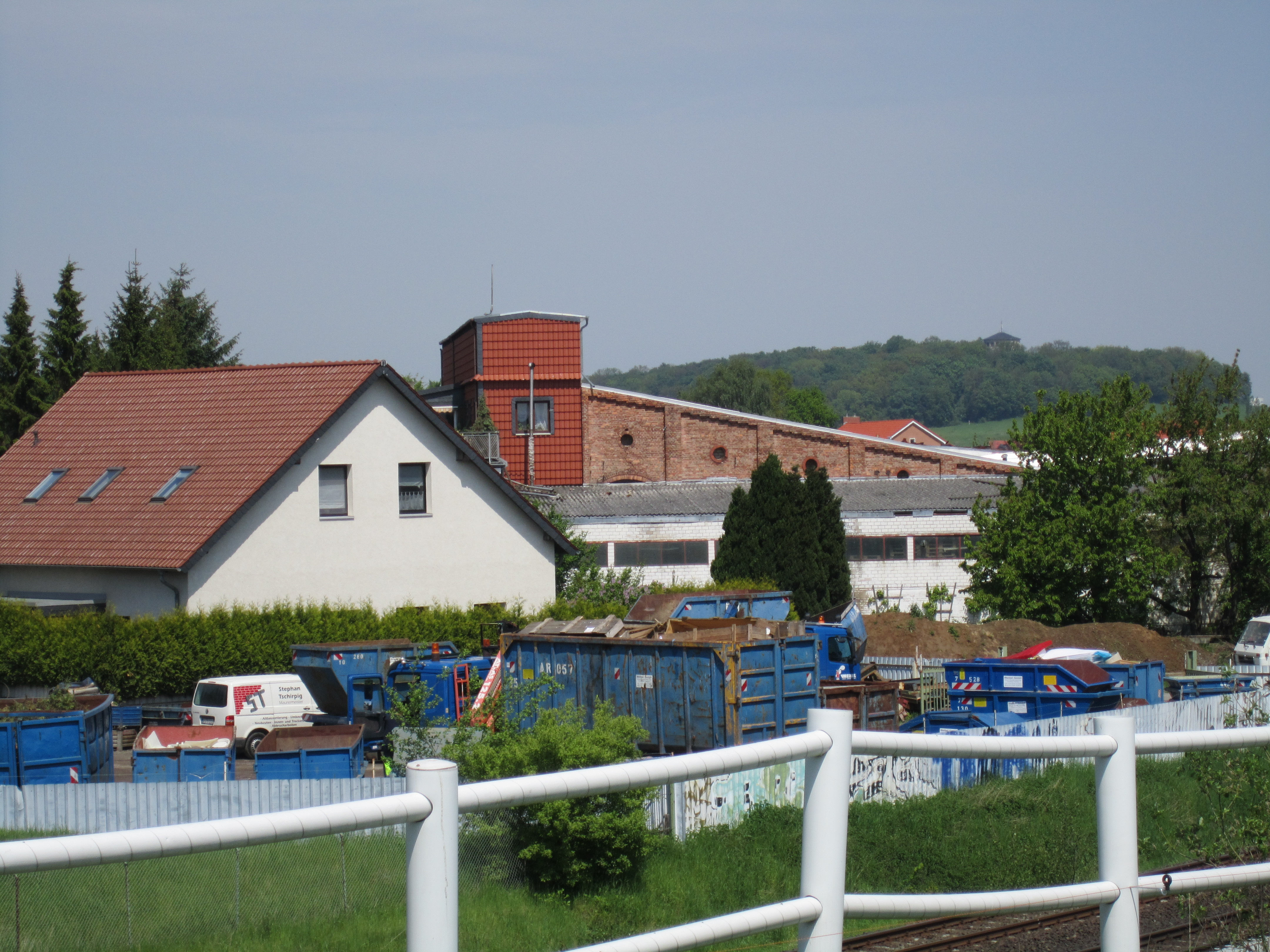
Letztes Gebäude der Chlorkaliumfabrik auf dem Gelände Thiederhall I (Backsteinbau mit Schrägdach)